# جيري أوت
جيري أوت (بالإنجليزية: Jerry Ott)‏ هو فنان أمريكي، ولد في 1947.